# Кендалл, Кэй
Кэй Кендалл (англ. Kay Kendall; 21 мая 1926 — 6 сентября 1959) — британская актриса.
На киноэкранах дебютировала в 1946 году в музыкальном фильме «Лондон-таун». Несмотря на то, что фильм провалился в прокате, Кэй Кендалл продолжила актёрскую карьеру, добившись популярности в британском комедийном фильме «Женевьев» в 1953 году. Будучи довольно востребованной в британских фильмах, актрисе удалось добиться определённого успеха и у американской аудитории, получив в 1957 году премию «Золотой глобус» за роль в мюзикле «Девушки» с Джином Келли в главной роли.
В 1955 году у Кэй Кендалл начался роман с популярным британским актёром Рексом Харрисоном, после их совместной работы в фильме «Постоянный муж». В 1957 году состоялся их брак, а вскоре после этого у актрисы диагностировали миелоидный лейкоз. Кэй Кендалл скончалась в 1959 году в Лондоне в возрасте 33 лет.

## Награды
- Золотой глобус 1957 — «Лучшая актриса в мюзикле или комедии» («Девушки»)